# Zehrudin Isaković
Zehrudin Isaković (Zenica, 8. april 1966) bosanskohercegovački je novinar, bivši direktor Fene, službene novinske agencije Federacije BiH.

## Biografija
Rođen je u Zenici, 8. aprila 1966. godine. Završio je osnovnu i srednju školu u Zenici, a Fakultet političkih nauka, smjer Žurnalistika, u Sarajevu (1995). Radio je za mnoge novinske kuće, kao što su NTV Hajat, Valter (Sarajevo), Bosanski pogledi (Sarajevo), War Report (London), Mladina (Ljubljana), Ljiljan (Sarajevo), Dnevni avaz (Sarajevo) i dr. Bio je direktor službene novinske agencije Federacije BiH (FENA).
Autor je 60-minutnog dokumentarnog filma Povelja Kulina bana, koji je premijerno prikazan u okviru osmog Balkan Black Box festivala filma i kulture jugoistočne Evrope u Berlinu 2006. Takođe je autor djela Alija Izetbegović (1925–2003): Biografija (bošnjačko-englesko i bošnjačko-tursko izdanje), kao i djela Kulin Ban – Skice o dobrom vladaru Bosne. U slobodno vrijeme bavi se alpinizmom.

## Spoljašnje veze
- Intervju[мртва веза]
- PS BiH
- Tag ’Zehrudin Isaković’ Архивирано на веб-сајту  (24. фебруар 2018) na sajtu